# Achtung Spitfire!
Achtung Spitfire! är ett turordningsbaserat strategispel, utvecklat av Big Time Software och utgivet av Avalon Hill 1997 till Windows 95 som utspelar sig under den tidigare delen av andra världskriget. Det är en uppföljare till 1996 års spel, Over the Reich, som utspelar sig under senare delen av andra världskriget. Ett annat spel i serien, Third Reich PC, utgavs även det 1996.